# Hybos sydneyensis
Hybos sydneyensis är en tvåvingeart som beskrevs av Ignaz Rudolph Schiner 1868. Hybos sydneyensis ingår i släktet Hybos och familjen puckeldansflugor. Inga underarter finns listade i Catalogue of Life.